# Morcenx
Morcenx korábbi község Franciaország Új-Aquitania régiójában, Landes megyében. 2019. január 1-jén három másik korábbi községgel egyesült és az így létrejött Morcenx-la-Nouvelle új község része lett.
Lakosainak száma 4415 fő (2015). Morcenx Arengosse, Arjuzanx, Garrosse, Rion-des-Landes, Sabres, Solférino és Rion-des-Landes községekkel határos.

## Népesség
A település népességének változása:
| Lakosok száma | 4447 | 4415 | 4608 |
|               | 2013 | 2015 | 2016 |